# Geising
Geising là một thị xã ở huyện Sächsische Schweiz-Osterzgebirge, bang Sachsen, Đức. Đô thị Geising có diện tích 56,07 km². Đô thị này tọa lạc ở núi Ore, gần biên giới với Cộng hòa Séc, 13 km về phía bắc của Teplice, và 32 km về phía nam của Dresden.